# Kampot (provins)
Kampot (khmer: ខេត្តកំពត; uttal: kɑmpɔːt/) är en sydvästlig provins (khaet) i Kambodja. Den gränsar till provinserna Koh Kong och Kampong Speu mot norr, Takeo och Kep mot öster och Sihanoukville mot väster. Mot söder finns en 45 kilometer lång kustlinje mot Thailandviken. Huvudstaden heter Kampot. 
Kampot har 627 884 invånare. och består av åtta distrikt indelade i 92 kommuner med sammanlagt 477 byar.

## Administrativ indelning
Provinsen är indelad i följande distrikt:
- 0701 Angkor Chey -អង្គរជ្រៃ
- 0702 Banteay Meas -បន្ទាយមាស
- 0703 Chhuk -ឈូក
- 0704 Chum Kiri -ជុំគីរី
- 0705 Dang Tong – ដងទង
- 0706 Kampong Trach – កំពង់ត្រាច
- 0707 Kampot -កំពត
- 0708 Kampong Bay -កំពង់បាយ